# Umurage
Pour plus de détails, voir Fiche technique et Distribution.
Umurage est un film documentaire espagnol réalisé en 2002, sur les suites du Génocide des Tutsis au Rwanda.

## Synopsis
Au Rwanda, une centaine de membres de l’association Ukuri Kuganze, essentiellement formée de survivants du génocide, et quelques-uns de leurs bourreaux, libérés après d’être confessés et avoir demandé pardon en 2003, se réunissent dans un centre de réinsertion. Ces bourreaux retournent chez eux, souvent dans les lieux mêmes où ils ont perpétré leurs crimes et ils doivent « faire face » à leurs victimes et leur demander pardon. En 1994, en l’espace de 100 jours, près d’un million de personnes avaient été assassinées, soit près de 10 000 morts chaque jour.

## Fiche technique
- Réalisation : Gorka Gamarra
- Production : Icarukuri
- Scénario : Gorka Gamarra, Sonia Rolley, Jean-Marie Mbarushimana, Puri Ramírez
- Musique : Jean Paul Samputu, Adrián Begoña
- Montage : Nacho Ruiz Capillas, Carolina Martínez Urbina